# Derenik Apresjan
Derenik Zakari Apresjan (orm. Դերենիկ Զաքարի Ապրեսյան; ros. Дереник Захарович Апресян; ur. 1899 we wsi Tatłu w guberni erywańskiej, zm. 22 lutego 1939) – funkcjonariusz radzieckich służb specjalnych, major bezpieczeństwa państwowego.

## Życiorys
Ormianin, od marca 1917 do listopada 1918 członek partii „Dasznakcutiun”, od stycznia do marca 1918 służył w armii armeńskiej na froncie tureckim, później pracował w gospodarstwie wuja w rodzinnej wsi. Od listopada 1918 do września 1920 w Armii Czerwonej, od maja 1919 członek RKP(b), 1919–1920 studiował na Wydziale Medycznym Uniwersytetu Zakaukaskiego w Tbilisi, od maja do sierpnia 1920 komisarz pułku 26 Dywizji 11 Armii (Gandża i Baku), brał udział w komunistycznej rebelii w Armenii, później był funkcjonariuszem partyjnym. Od lipca do grudnia 1921 kierownik gubernialnej szkoły budownictwa radzieckiego i partyjnego w Czycie, od grudnia 1921 do lipca 1922 zastępca kierownika i kierownik Wydziału Agitacyjno-Propagandowego Zabajkalskiego Gubernialnego Komitetu RKP(b), od lipca do listopada 1922 sekretarz odpowiedzialny Nadamurskiego Gubernialnego Biura RKP(b). Od lutego 1923 do lutego 1924 kierownik Wydziału Organizacyjnego Komitetu Obwodowego WKP(b) Wotiackiego Obwodu Autonomicznego, od grudnia 1923 do lutego 1924 p.o. sekretarz odpowiedzialny Obwodowego Biura RKP(b) Wotiackiego Obwodu Autonomicznego (późniejszy Udmurcki Obwód Autonomiczny). Od lipca 1924 do kwietnia 1926 instruktor i zastępca kierownika Wydziału Organizacyjnego Dońskiego Komitetu Okręgowego RKP(b)/WKP(b), od kwietnia 1926 do kwietnia 1927 przewodniczący komitetu wykonawczego rady rejonowej w Rostowie, później pracował w OGPU, od 15 lutego do 1 października 1932 szef Oddziału VI Zarządu Ekonomicznego OGPU ZSRR. Od 1 października 1932 do 11 marca 1934 szef Oddziału VIII Zarządu Ekonomicznego OGPU ZSRR, od 11 marca 1934 do 3 maja 1935 szef Oddziału IV Zarządu Ekonomicznego OGPU ZSRR/Głównego Zarządu Bezpieczeństwa Państwowego, od 11 marca 1934 do 28 listopada 1936 pomocnik szefa Zarządu Ekonomicznego OGPU ZSRR/Głównego Zarządu Bezpieczeństwa Państwowego, od 9 grudnia 1935 kapitan bezpieczeństwa państwowego. Od 3 maja 1935 do 10 września 1936 szef Oddziału VI Zarządu Ekonomicznego Głównego Zarządu Bezpieczeństwa Państwowego, od 28 listopada 1936 do 19 sierpnia 1937 pomocnik szefa Wydziału Kontrwywiadowczego/Wydziału III Głównego Zarządu Bezpieczeństwa Państwowego, 20 grudnia 1936 awansowany na majora bezpieczeństwa państwowego, od 19 sierpnia 1937 do 21 listopada 1938 ludowy komisarz spraw wewnętrznych Uzbeckiej SRR i szef Oddziału Specjalnego NKWD Środkowoazjatyckiego Okręgu Wojskowego. Deputowany do Rady Najwyższej ZSRR 1 kadencji.
21 listopada 1938 aresztowany, 22 lutego 1939 skazany na śmierć przez Kolegium Wojskowe Sądu Najwyższego ZSRR i rozstrzelany. Nie został zrehabilitowany.

## Odznaczenia
- Order Czerwonej Gwiazdy (19 grudnia 1937)
- Medal jubileuszowy „XX lat Robotniczo-Chłopskiej Armii Czerwonej” (22 lutego 1938)
- Odznaka „Honorowy Funkcjonariusz Czeki/GPU (V)”